# Yaeko Yamazaki
Yaeko Yamazaki, född 2 september 1950 i Ōmuta, är en japansk före detta volleybollspelare.
Yamazaki blev olympisk silvermedaljör i volleyboll vid sommarspelen 1972 i München.